# Denys Siczynski
Denys Wołodymyrowicz Siczynski (ros. Денис Владимирович Сичинский, ukr. Дени́с Володи́мирович Січи́нський; ur. 2 października 1865 w Kluwińcach, zm. 26 maja 1909 w Stanisławowie) – ukraiński kompozytor, pedagog muzyczny i dyrygent.

## Życiorys
Denys Siczynski został wcześnie osierocony przez rodziców. Podstawy wiedzy muzycznej zdobył w gimnazjum w Tarnopolu, gdzie uczył się u Władysława Wszelaczyńskiego i L. Lewickiego. Po ukończeniu gimnazjum, w 1888 wstąpił na Wydział Prawa i Teologii Uniwersytetu Lwowskiego, ale nie ukończył tych studiów − przeniósł się do Konserwatorium Lwowskiego, gdzie ukończył studia muzyczne w 1892, pod opieką prof. Karola Mikulego.
Po ukończeniu studiów przeniósł się do Kołomyi, gdzie założył męski kwartet wokalny. Następnie pracował jako nauczyciel gry na fortepianie, dyrygent chórów w Brzeżanach i innych miastach wschodniej Galicji, a także w Stanisławowie czy Przemyślu, gdzie pracował jako dyrygent w latach 1895–1896. Był także dyrektorem chóru w domu dziecka w Drohobyczu oraz współzałożycielem towarzystwa chóralnego Bojan, powstałego w 1891. W 1902 założył pierwszą szkołę muzyczną w Stanisławowie, zaś w okolicy miasta organizował chóry wiejskie. Przyczynił się także do powstania Związku Towarzystw Śpiewających i Muzycznych Galicji w 1903 oraz wydawnictwa Muzyczna Biblioteka, wydającego pierwodruki różnych utworów kompozytorów ukraińskich.

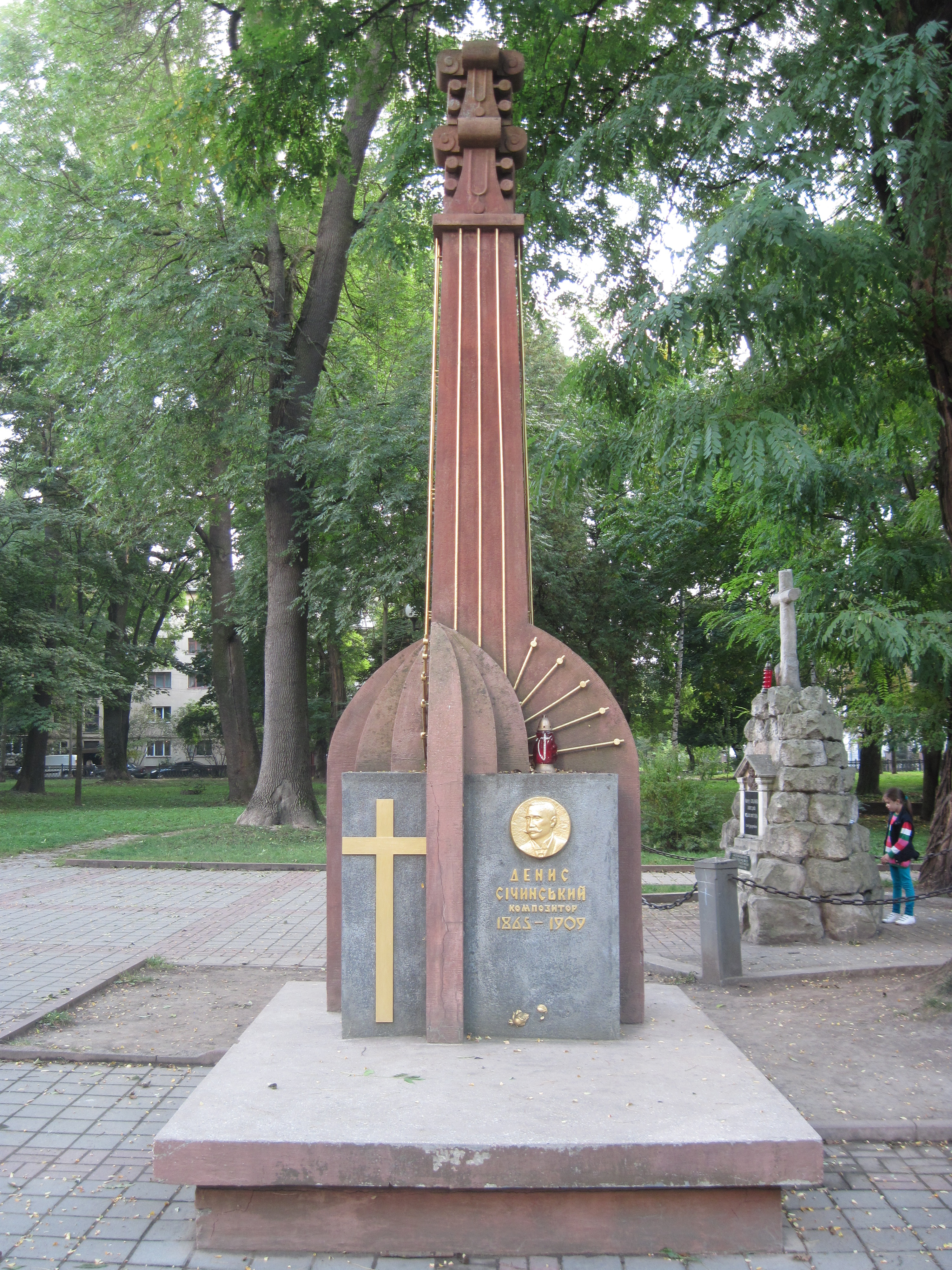
Nagrobek Denysa Siczynskiego w Iwano-Frankiwsku

Denys Siczynski zmarł z powodu zakażenia krwi. 26 maja 1909 został pochowany na Placu Pamięci w Stanisławowie. Jest nazywany pierwszym profesjonalnym kompozytorem w Galicji i jednym z najwybitniejszych ukraińskich twórców.
Był autorem przede wszystkim utworów wokalnych (solowych i chóralnych), a także opery Roksolana, wystawionej w Kijowie w 1912 przez trupę Mykoły Sadowskiego.